# Дальнє (Колпашевський район)
Да́льнє (рос. Дальнее) — селище у складі Колпашевського району Томської області, Росія. Входить до складу Новоселовського сільського поселення.

## Населення
Населення — 215 осіб (2010; 326 у 2002).
Національний склад (станом на 2002 рік):
- росіяни — 91 %